# Riemannscher Hebbarkeitssatz
Der Riemannsche Hebbarkeitssatz (nach Bernhard Riemann) ist ein grundlegendes Ergebnis des mathematischen Teilgebietes der Funktionentheorie.
Der Satz besagt, dass eine isolierte Singularität einer holomorphen Funktion genau dann entfernt („behoben“) werden kann, wenn die Funktion in einer Umgebung der Singularität beschränkt ist. Eine solche Singularität heißt hebbar.

## Satz
Es sei {\displaystyle G\subseteq \mathbb {C} } ein Gebiet und {\displaystyle z_{0}\in G}, weiter sei {\displaystyle f\colon G{\setminus }\{z_{0}\}\to \mathbb {C} } eine holomorphe Funktion.
Existiert eine Umgebung {\displaystyle U} von {\displaystyle z_{0}} in {\displaystyle G}, sodass {\displaystyle f} auf {\displaystyle U{\setminus }\{z_{0}\}} beschränkt ist, dann gibt es eine auf ganz {\displaystyle G} holomorphe Funktion {\displaystyle {\tilde {f}}} mit {\displaystyle {\tilde {f}}|_{G{\setminus }\{z_{0}\}}=f}.
Die Existenz von {\displaystyle {\tilde {f}}} besagt, dass sich {\displaystyle f} durch {\displaystyle z_{0}\mapsto {\tilde {f}}(z_{0})} holomorph auf {\displaystyle z_{0}} fortsetzen lässt.
Dadurch wird die „Lücke“ im Definitionsbereich von {\displaystyle f} gewissermaßen „aufgehoben“.
Nach dem Identitätssatz für holomorphe Funktionen kann es nur ein solches {\displaystyle {\tilde {f}}} geben.

## Beweis
Der riemannsche Hebbarkeitssatz lässt sich aus der Cauchy-Abschätzung der Laurentreihenkoeffizienten folgern:
Nach Voraussetzung gibt es ein {\displaystyle \varepsilon >0} klein genug, sodass die punktierte Umgebung {\displaystyle {\dot {B}}_{\varepsilon }(z_{0})=\{z\in \mathbb {C} \mid 0<|z-z_{0}|<\varepsilon \}} noch ganz in {\displaystyle G} liegt und {\displaystyle |f(z)|\leq M} für ein {\displaystyle M\in \mathbb {R} } und alle {\displaystyle z\in {\dot {B}}_{\varepsilon }(z_{0})} gilt.
Da {\displaystyle f} auf {\displaystyle {\dot {B}}_{\varepsilon }(z_{0})} holomorph ist, lässt es sich dort in eine konvergente Laurentreihe entwickeln.
Mit anderen Worten: Es gibt (genau) eine Folge {\displaystyle (a_{n})_{n\in \mathbb {Z} }} komplexer Zahlen, sodass für alle {\displaystyle z\in {\dot {B}}_{\varepsilon }(z_{0})} gilt:
{\displaystyle f(z)=\sum _{n=-\infty }^{\infty }a_{n}(z-z_{0})^{n}}
Die Funktion {\displaystyle f} ist natürlich auch auf jeder Teilmenge von {\displaystyle {\dot {B}}_{\varepsilon }(z_{0})} durch {\displaystyle M} (betragsmäßig) beschränkt, nach der Cauchy-Abschätzung gilt also für {\displaystyle n\in \mathbb {Z} } und jedes {\displaystyle 0<\delta <\varepsilon }:
{\displaystyle |a_{n}|\leq {\frac {M}{\delta ^{n}}}}
Ist {\displaystyle n<0}, so lässt sich dies als {\displaystyle |a_{n}|\leq M\cdot \delta ^{|n|}} schreiben, nach dem Grenzübergang {\displaystyle \delta \to 0} ergibt sich {\displaystyle |a_{n}|=0}.
Der Hauptteil der Laurentreihe verschwindet also identisch {\displaystyle 0}, weshalb die Singularität von {\displaystyle f} in {\displaystyle z_{0}} hebbar sein muss.
Diese Hebung erfolgt dann gerade durch den Wert {\displaystyle {\tilde {f}}(z_{0})=a_{0}}.

## Verallgemeinerungen
Eine einfache Verallgemeinerung besteht darin, die Voraussetzung der Beschränktheit aufzugeben und lediglich zu fordern, dass
{\displaystyle \lim _{z\to z_{0}}(z-z_{0})f(z)=0.}
Die Fortsetzbarkeit von {\displaystyle f} folgt nun leicht aus der obigen Formulierung durch Anwendung auf die in einer Umgebung von {\displaystyle z_{0}} beschränkte Funktion {\displaystyle g(z)=(z-z_{0})f(z)}.

## Umkehrung
Die Aussage des Hebbarkeitssatzes lässt sich auch umkehren, das heißt, es gilt:
Hat eine holomorphe Funktion {\displaystyle f} in {\displaystyle z_{0}} eine hebbare Singularität, so ist sie in einer Umgebung von {\displaystyle z_{0}} beschränkt.
Dies ist eine einfache Folge der Stetigkeit der holomorphen Fortsetzung {\displaystyle {\tilde {f}}} an der Stelle {\displaystyle z_{0}}.
Durch diese lokale Beschränktheit unterscheiden sich hebbare Singularitäten fundamental von Polstellen und wesentlichen Singularitäten.

## Nichtexistenz einer holomorphen Wurzelfunktion
Der Hebbarkeitssatz dient in der Funktionentheorie auch als Hilfssatz in anderen Beweisen.
Beispielsweise lässt sich dadurch die Nichtexistenz einer holomorphen Wurzelfunktion beweisen.
Es gibt keine auf {\displaystyle \mathbb {C} {\setminus }\{0\}} holomorphe Funktion {\displaystyle f}, die {\displaystyle f(z)^{2}=z} für alle {\displaystyle z\neq 0} erfüllt.
Angenommen doch, für ihren Betrag muss dann {\displaystyle |f(z)|={\sqrt {|z|}}} gelten.
Demnach ist {\displaystyle f} ist in einer Umgebung von {\displaystyle 0} beschränkt und also nach dem riemannschen Hebbarkeitssatz sogar auf ganz {\displaystyle \mathbb {C} } holomorph.
Insbesondere ist {\displaystyle f} stetig differenzierbar in {\displaystyle 0} mit der Ableitung {\displaystyle f'(0)}.
Nach dem Identitätssatz müssen {\displaystyle f} und ihre Ableitungsfunktion {\displaystyle f'} auf {\displaystyle \mathbb {R} ^{+}\subset \mathbb {C} } jeweils mit der reellen Wurzelfunktion und deren Ableitung übereinstimmen.
Für positive reelle Argumente {\displaystyle x\in \mathbb {R} ^{+}} wächst aber die Ableitung bei Annäherung an 0 über alle Grenzen, sodass ein (eigentlicher) Grenzwert nicht existiert:
{\displaystyle \lim _{x\searrow 0}f'(x)=\lim _{x\searrow 0}{\frac {1}{2{\sqrt {x}}}}=\infty \neq f'(0)}

## Mehrere Veränderliche
In der Funktionentheorie mehrerer Veränderlicher nennt man eine Teilmenge {\displaystyle X} eines Gebietes {\displaystyle G\subset \mathbb {C} ^{n}} dünn, wenn sie lokal in nicht-trivialen Nullstellenmengen enthalten ist, das heißt genauer, wenn es zu jedem Punkt {\displaystyle z\in G} einen offenen Polykreis {\displaystyle \Delta (z;r)\subset G} und eine von 0 verschiedene holomorphe Funktion {\displaystyle g:\Delta (z;r)\rightarrow \mathbb {C} } gibt, so dass {\displaystyle X\cap \Delta (z;r)\subset \{\zeta \in \Delta (z;r)\mid g(\zeta )=0\}}.
Ist weiter {\displaystyle G\subset \mathbb {C} ^{n}} ein Gebiet, {\displaystyle X\subset G}, so nennt man eine Funktion {\displaystyle f\colon G\setminus X\rightarrow \mathbb {C} } lokal beschränkt, wenn es zu jedem Punkt {\displaystyle z\in G} einen offenen Polykreis {\displaystyle \Delta (z;r)\subset G} gibt, so dass {\displaystyle \sup\{|f(\zeta )|\,\mid \zeta \in \Delta (z;r)\setminus X\}<\infty }.
Der riemannsche Hebbarkeitssatz hat folgende Verallgemeinerung auf mehrere Dimensionen:
- Es sei {\displaystyle X} eine dünne Menge eines Gebietes {\displaystyle G\subset \mathbb {C} ^{n}} und {\displaystyle f\colon G\setminus X\rightarrow \mathbb {C} } eine holomorphe Funktion, die in {\displaystyle G} lokal beschränkt ist. Dann gibt es eine holomorphe Funktion {\displaystyle {\tilde {f}}\colon G\rightarrow \mathbb {C} }, die auf {\displaystyle G\setminus X} mit {\displaystyle f} übereinstimmt.

Für den eindimensionalen Fall {\displaystyle n=1} erhält man obige klassische Version des riemannschen Hebbarkeitssatzes zurück, denn im eindimensionalen Fall sind dünne Mengen wegen des Identitätssatzes diskret. Anders formuliert heißt das, Singularitäten in {\displaystyle G} sind stets isoliert. Für mehrere Variable {\displaystyle n\geq 2} sind diese Situationen stets trivial, denn es gilt:
- Jede isolierte Singularität einer holomorphen Funktion mit mehr als einer Variable ist hebbar.